# Palacio de Justicia del Condado de Sherman (Nebraska)
El Palacio de Justicia del Condado de Sherman (en inglés, Sherman County Courthouse) es un edificio de gobiernbo ubicado en 630 O St. en Loup City, Nebraska, es un histórico palacio de justicia del condado de estilo Beaux Arts que se construyó en 1920. Al servicio del condado de Sherman todavía, es un 60 x 74 pies (18,3 x 22,6 m) edificio, rematado por una cornisa, y sobre éste, mutulas y pretiles.
Fue incluido en el Registro Nacional de Lugares Históricos en 1990.  Se consideró importante como un buen ejemplo de un palacio de justicia del tipo "ciudadela del condado".

## Historia
El primer juzgado del condado de Sherman, financiado con 5000 dólares en bonos, se construyó en 1874, un año después de la creación del condado. Sin embargo, el palacio de justicia se incendió el día de su inauguración. Un segundo palacio de justicia se hizo de ladrillo y se construyó en 1878, utilizando parte de la pared sobreviviente del primer edificio. El Ferrocarril de Burlington y el Río Misuri donó 1200 dólares para la construcción de este segundo juzgado.
El tercer y actual Palacio de Justicia del Condado de Sherman se inauguró en 1921. Es de ladrillo tostado con molduras de terracota y fue financiado por un gravamen fiscal especial que comenzó en 1916 y recaudó 102 640 dólares cuando se completó el edificio. El palacio de justicia fue diseñado por Henningson Engineering Co. y construido por John Ohlsen and Sons, quien también era dueño de una fábrica de ladrillos.
La plaza del juzgado fue escenario de un disturbio el 14 de junio de 1934 (el "Disturbio del Día de la Bandera") y un juicio posterior. El motín marcó el final del Movimiento Farm Holiday en Nebraska. El Farm Holiday Movement fue un movimiento de agricultores agrarios en reacción a las malas condiciones agrícolas en la década de 1930. En el motín, fueron arrestados la conocida figura laboral nacional Ella Reeve Bloor y otros activistas, incluidos comunistas. Bloor relató el asunto en su autobiografía de 1940, Somos muchos, y "los arrestos, el juicio y las apelaciones posteriores se informaron a nivel nacional".

## Galería

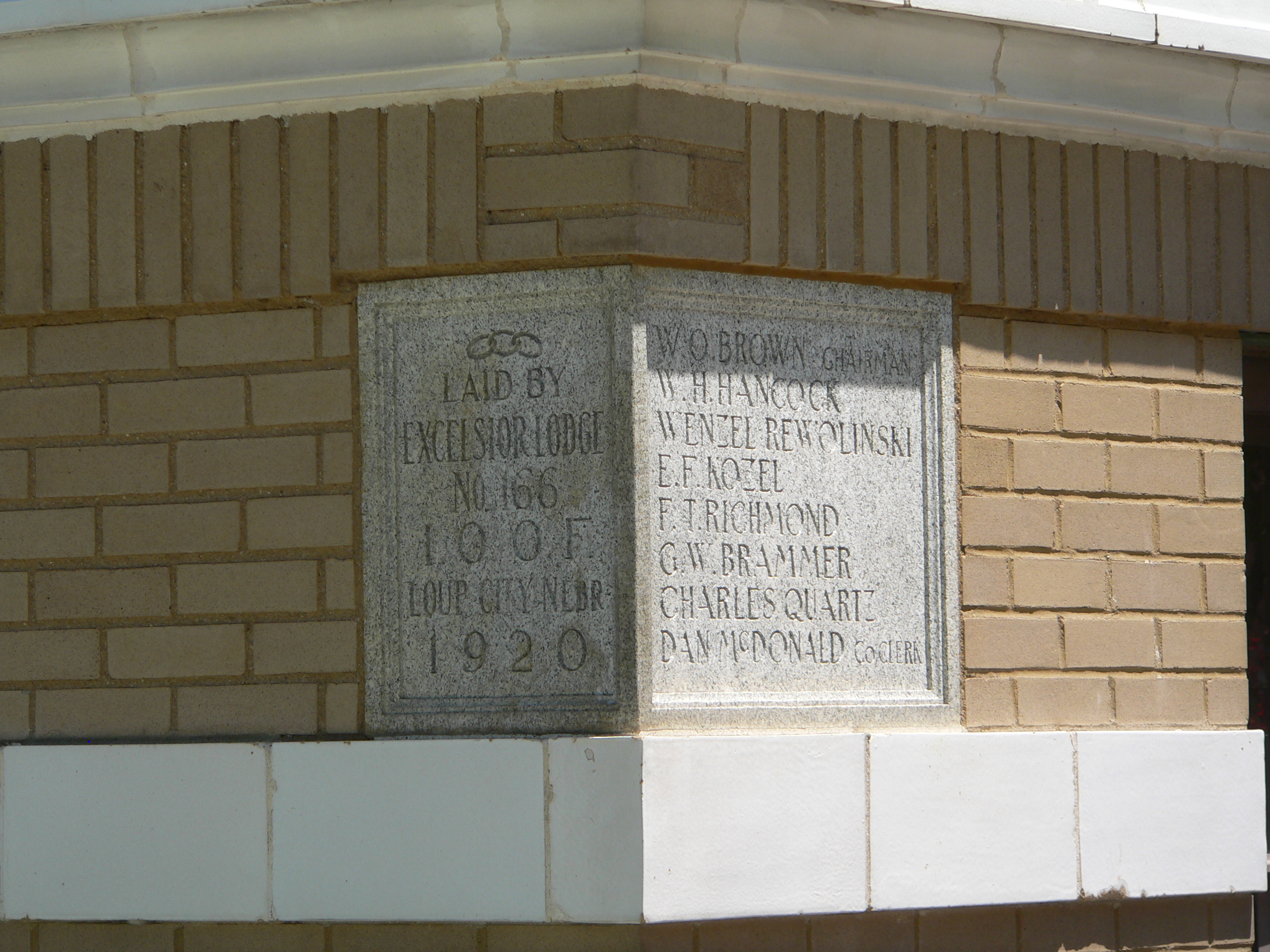
Piedra angular
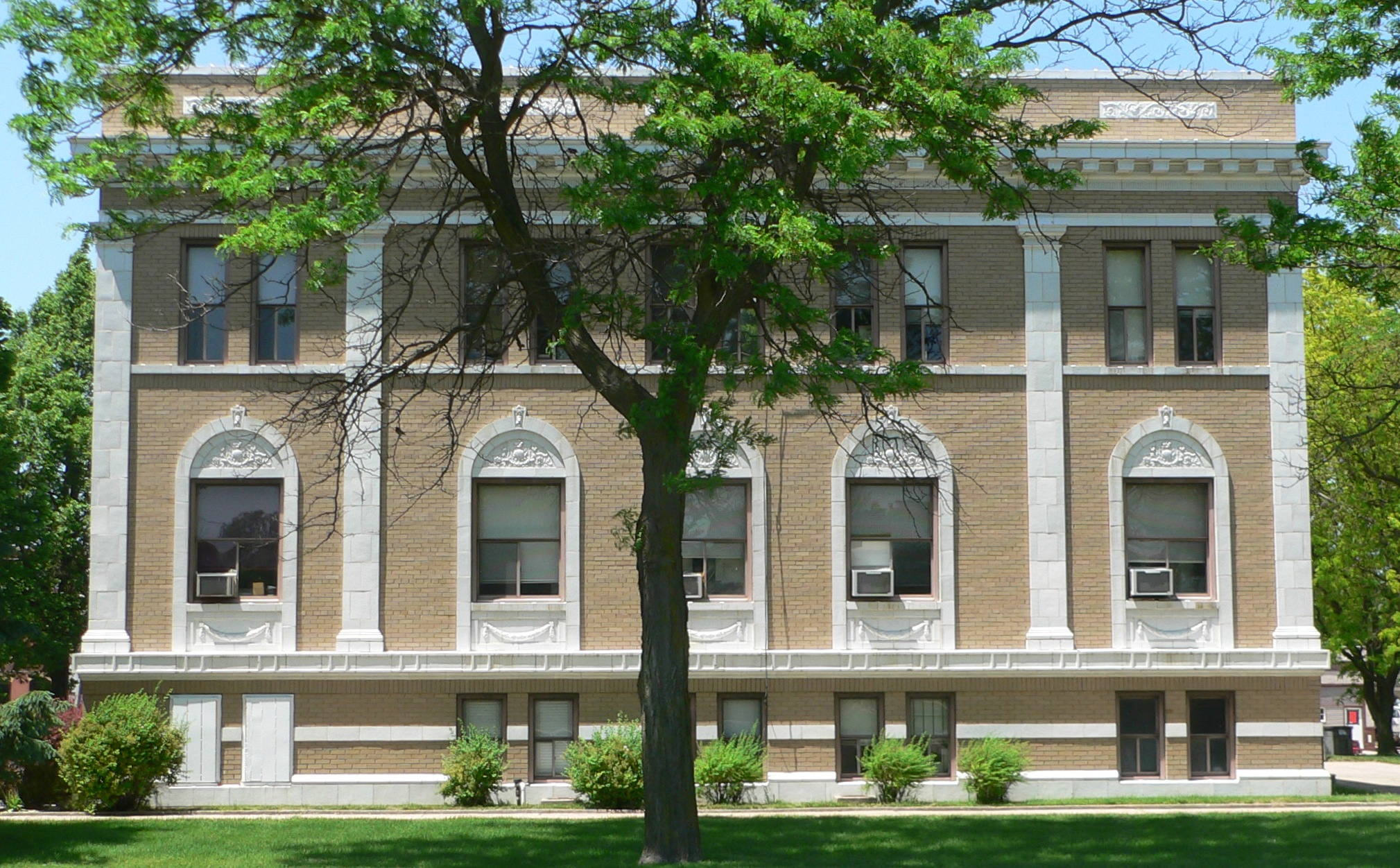
Costado oriental
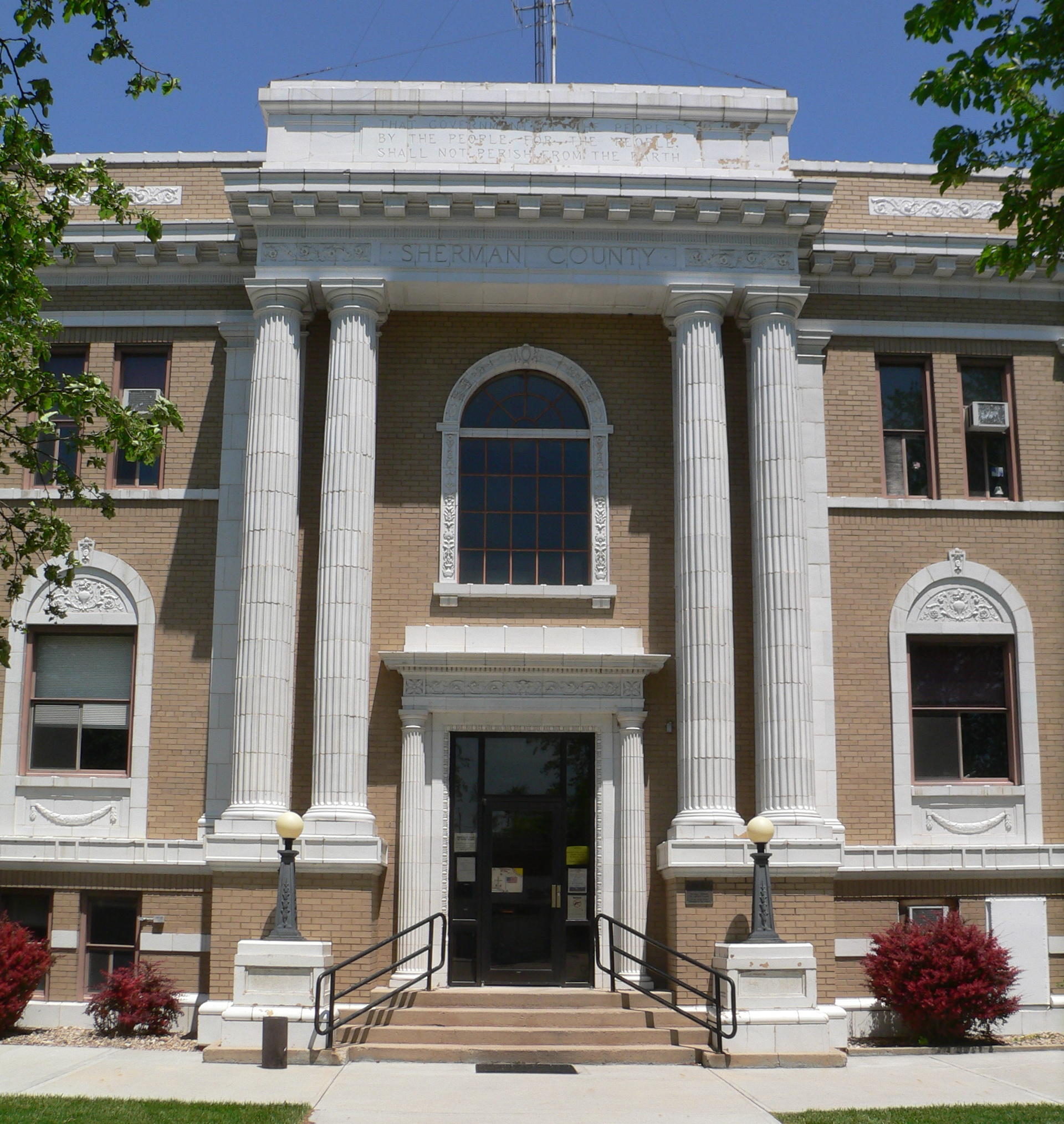
Entrada principal
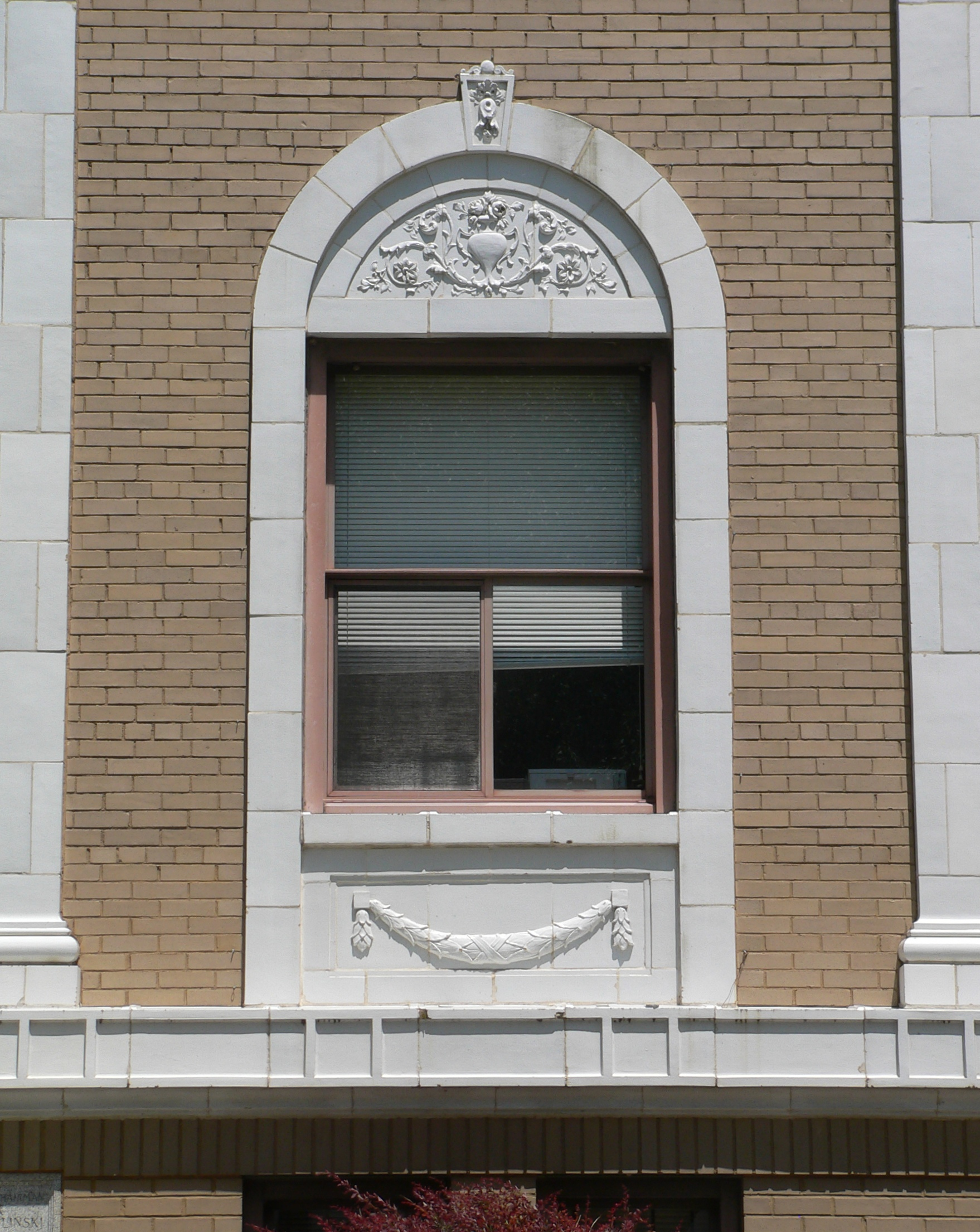
Ventana costado dur